# Эбба
Святая Эбба Колдингемская (1-е тысячелетие — 870, Coldingham Priory, Скоттиш-Бордерс) была настоятельницей монастыря Колдингем на юго-востоке Шотландии.
Как и о многих других святых женщинах англо-саксонской Англии, мало что известно о её жизни. Она председательствовала в бенедиктинском аббатстве в Колдингеме.
Наиболее известна тем, что нанесла себе увечья, чтобы избежать изнасилования захватчиками-викингами: согласно хронике IX века, она отрезала себе нос на глазах у монахинь, которые последовали её примеру. Их внешний вид настолько отвратил захватчиков, что женщины были спасены от изнасилования, но не от смерти, так как датчане вскоре вернулись и подожгли монастырь, убив Эббу и всю её общину. Высказывалось предположение, что так произошла поговорка «отрезать нос назло лицу».
Её имя включено в композицию «Этаж наследия» Джуди Чикаго.